# Цветные металлы (журнал)
«Цветные металлы» (укр. Кольорові метали) — російський щомісячний журнал, присвячений комплексу проблем кольорової металургії (важкі кольорові метали, благородні метали, рідкісні метали, вуглецеві матеріали, металообробка та ін.)
Видається з 1926 р.,
З 1997 р. входить до складу Видавничого дому «Руда и Металлы».
Обсяг до 104 смуг, тираж до 1500 прим. ISSN 0372-2929.
Тематика журналу охоплює всі напрямки розвитку науки і техніки в сфері кольорової металургії.
Додаток до журналу: «Non-ferrous Metals». Видається з 2001 р., обсяг до 80 стор., тираж до 500 прим. ISSN 2072-0807.